# Nawałnik burzowy
Nawałnik burzowy (Hydrobates pelagicus) – gatunek niewielkiego ptaka oceanicznego z rodziny nawałników (Hydrobatidae).

## Zasięg występowania
Zamieszkuje wschodnią część północnego Atlantyku oraz Morze Śródziemne – po Grecję na wschodzie, być może także Turcję. Najliczniej gniazduje na Wyspach Owczych, Islandii, w Irlandii i Wielkiej Brytanii, mniej licznie w Norwegii, na Malcie, w Hiszpanii, we Włoszech oraz na Wyspach Kanaryjskich, skrajnie nielicznie we Francji i Grecji. Zimą dolatuje do zachodnich i południowych wybrzeży Afryki, ale większość ptaków trzyma się przez cały rok okolic lęgowisk.
Na teren Polski trafiają sporadycznie osobniki przygnane złą pogodą. Spotyka się je wtedy nawet w głębi lądu. Do 2018 roku stwierdzony 8 razy, łącznie obserwowano 15 osobników.

## Systematyka
Międzynarodowy Komitet Ornitologiczny (IOC) wyróżnia dwa podgatunki H. pelagicus:
- H. p. pelagicus (Linnaeus, 1758) – wschodnia część północnego Atlantyku
- H. p. melitensis (Schembri, 1843) – Morze Śródziemne

## Charakterystyka

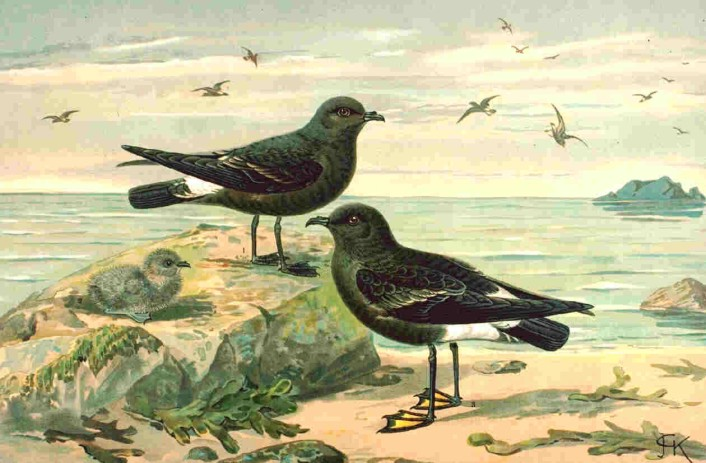
Podobne do siebie nawałnik burzowy i oceannik żółtopłetwy

Cechy gatunkuBrak dymorfizmu płciowego. Niemal całe ciało ciemnobrązowe, na skrzydłach białe kresy. Ogon prostokątny, równo zgięty, z białą nasadą. Nogi i cienki dziób ciemne. Palce spięte błoną. To najmniejszy ptak morski występujący na europejskich wybrzeżach – wielkości jaskółki. Ptak ten lata, szybko bijąc skrzydłami blisko tafli wodnej, co z daleka wygląda jakby biegał po wodzie. Na pełnym morzu towarzyszy napotkanym statkom, licząc na łatwy pokarm. W locie nie wydaje głosu, w pobliżu lęgowisk słychać za to warkliwe i zgrzytliwe „arr-r-r-r” kończące się specyficznym „hikaf”. Od podobnego nawałnika dużego (Hydrobates leucorhous), niemającego w zwyczaju latania wokół statków, różni go też większy rozmiar, biały kuper, wcięty ogon i szerszy, dłuższy, jaśniejszy pas na skrzydłach.
Wymiary średniedługość ciała ok. 14–18 cm
rozpiętość skrzydeł 36–39 cm
masa ciała ok. 23–29 g

## Ekologia

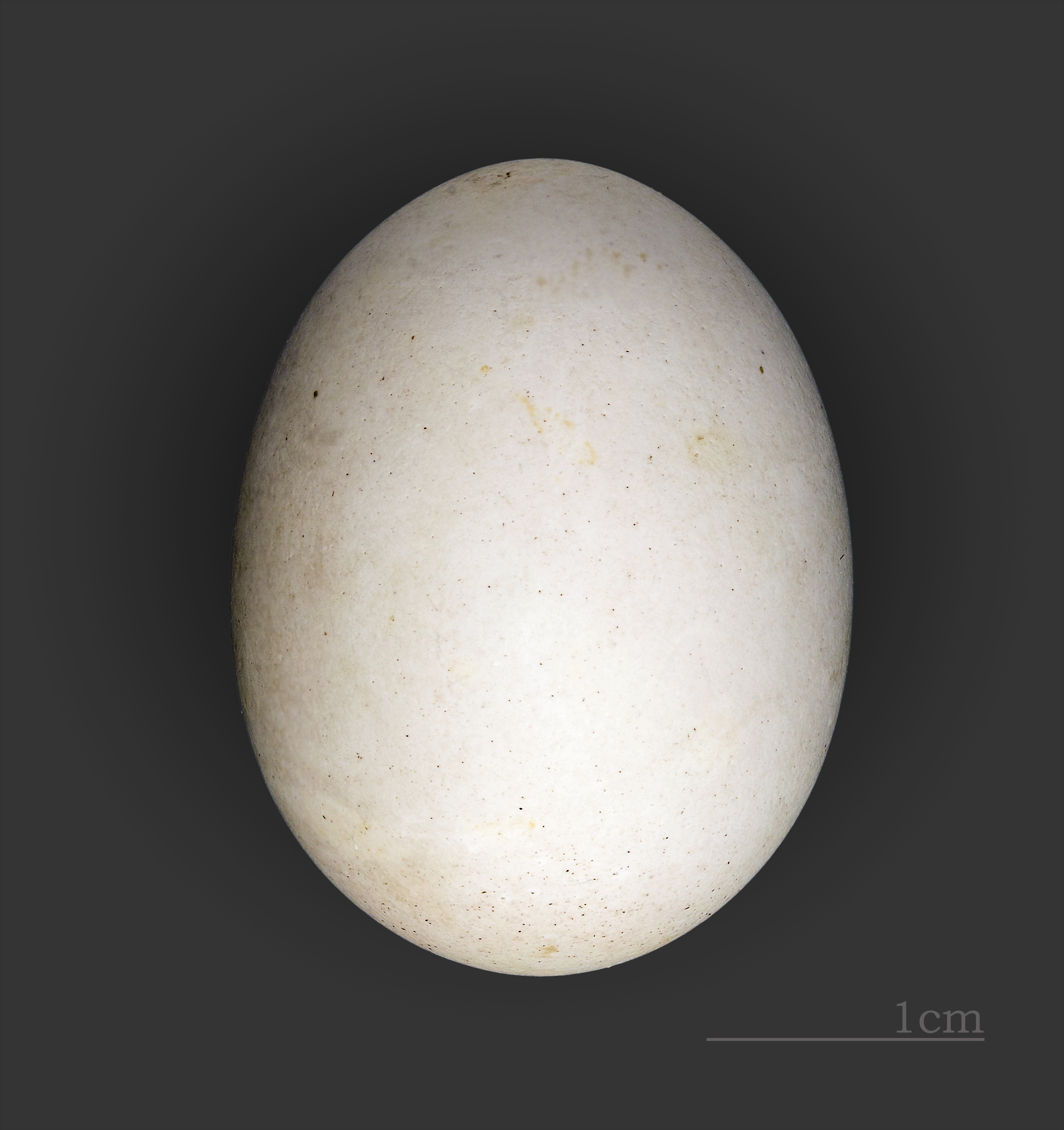
Jajo z kolekcji muzealnej

BiotopOtwarte wody morskie, w sezonie lęgowym gnieździ się na wyspach wolnych od drapieżnych ssaków.
GniazdoGnieździ się w małych koloniach. Na lęgowiska wraca pod koniec kwietnia. Na skalistych wybrzeżach gniazdo umieszcza w szczelinach, pod kamieniami, w dziuplach i zagłębieniach gruntu. Jeśli to możliwe, wygrzebuje nory, choć potrafi wykorzystać też nory królicze.
JajaW ciągu roku wyprowadza jeden lęg, zniesienia pojawiają się od maja do września, składa jedno białe jajo, na tępym końcu z czerwonobrunatnymi plamkami.
Wysiadywanie i wychowywanie młodychJajo wysiadywane jest przez okres 38 do 41 dni przez obydwoje rodziców. Warto jednak wspomnieć, że nawałnikom zdarza się opuścić gniazdo na 24–48 godzin bez szkody dla potomstwa. Przez pierwszy tydzień po wykluciu pisklęcia jedno z rodziców nie opuszcza w ogóle gniazda, ale po następnych dwóch tygodniach młode jest pozostawiane samo. W tym czasie rodzice latają małymi stadkami nad morzem. Młode karmione są wyłącznie nocą, najczęściej godzinę po zachodzie słońca, po czym na godzinę przed świtem wyruszają znowu w morze, aż nauczą się latać (co jest u nawałników wyjątkowe). Po przekroczeniu 50 dni od wyklucia młode karmione są już tylko dwa razy dziennie. Opuszczają gniazdo po 54–68 dniach. Po 4–5 latach są zdolne do rozrodu, długość życia wynosi do 20 lat.
PożywieniePlankton zbierany z powierzchni wody – drobne jamochłony, mięczaki, skorupiaki, tłuste resztki innych zwierząt morskich unoszące się na falach. Zdarza się, że burza zagna nawałnika w głąb lądu i jeśli nie uda mu się szybko wrócić nad wodę – ginie z głodu.

## Status i ochrona
Międzynarodowa Unia Ochrony Przyrody (IUCN) uznaje nawałnika burzowego za gatunek najmniejszej troski (LC – Least Concern) nieprzerwanie od 1988 roku. W 2015 roku szacowano liczebność światowej populacji na około 430–520 tysięcy par lęgowych. Globalny trend liczebności populacji nie jest znany.
W Polsce podlega ścisłej ochronie gatunkowej.